# La Malédiction de Julia
Pour plus de détails, voir Fiche technique et Distribution.
La Malédiction de Julia  est un téléfilm français réalisé par Bruno Garcia en 2013. Il a concouru au Festival du Luchon qui s’est déroulé du 12 au 16 février 2014 dans la catégorie « Unitaires Mini-Série ».
Le film, diffusé le 25 février 2014 sur France 3, a réalisé une très belle audience en attirant près de 3 700 000 téléspectateurs, soit 13,8 % de part de marché.
La Malédiction de Julia offre à la chaîne publique sa meilleure audience « fiction unitaire » de la saison dans la case du mardi soir.

## Synopsis
La vie de Julia Gramont, directrice d'une entreprise familiale dans la région de Lille, a viré au cauchemar. De nombreux sabotages semblent viser directement son entreprise de l'agrolimentaire. Sa fille est suspectée de meurtre. Peut-être que la réponse à ces multiples attaques est à chercher dans le sombre passé de Julia. Pour se sauver, elle doit affronter un passé douloureux et élucider un crime ancien dont elle est la principale suspecte alors qu'elle est innocente.

## Fiche technique
- Titre original : La Malédiction de Julia
- Réalisation : Bruno Garcia
- Scénario : Luc Chaumar
Jean-Marie Chavent et Yann Le Gal
- Musique: Axelle Renoir 
 Sathy Ngouane
- Dialogues: Luc Chaumar
 Jean-Marie Chavent
 Yann Le Gal
- Son : Daniel Banaszak
- Production: Abrafilms
Barjac Production
Laurence Bachman 
Emmanuelle Samoyault
- Pays d’origine : France
- Langue : Français
- Durée : 99 minutes
- Genre : Policier
- Dates de diffusion :
  -  Belgique : 14 janvier 2014 sur RTBF
  -  Suisse : 21 février 2014 sur RTS Deux
  -  France : 25 février 2014 et 30 mars 2019 sur France 3

## Distribution
- Corinne Touzet : Julia Gramont
- Georges Corraface : François
- Bruno Slagmulder : Étienne
- Sophie de Fürst : Esther
- Sarah-Laure Estragnat : Marie Duroy
- Philippe Nahon : Julien Gramont
- Jack Claudany : Robert